# Siedlungskirche (Teltow)

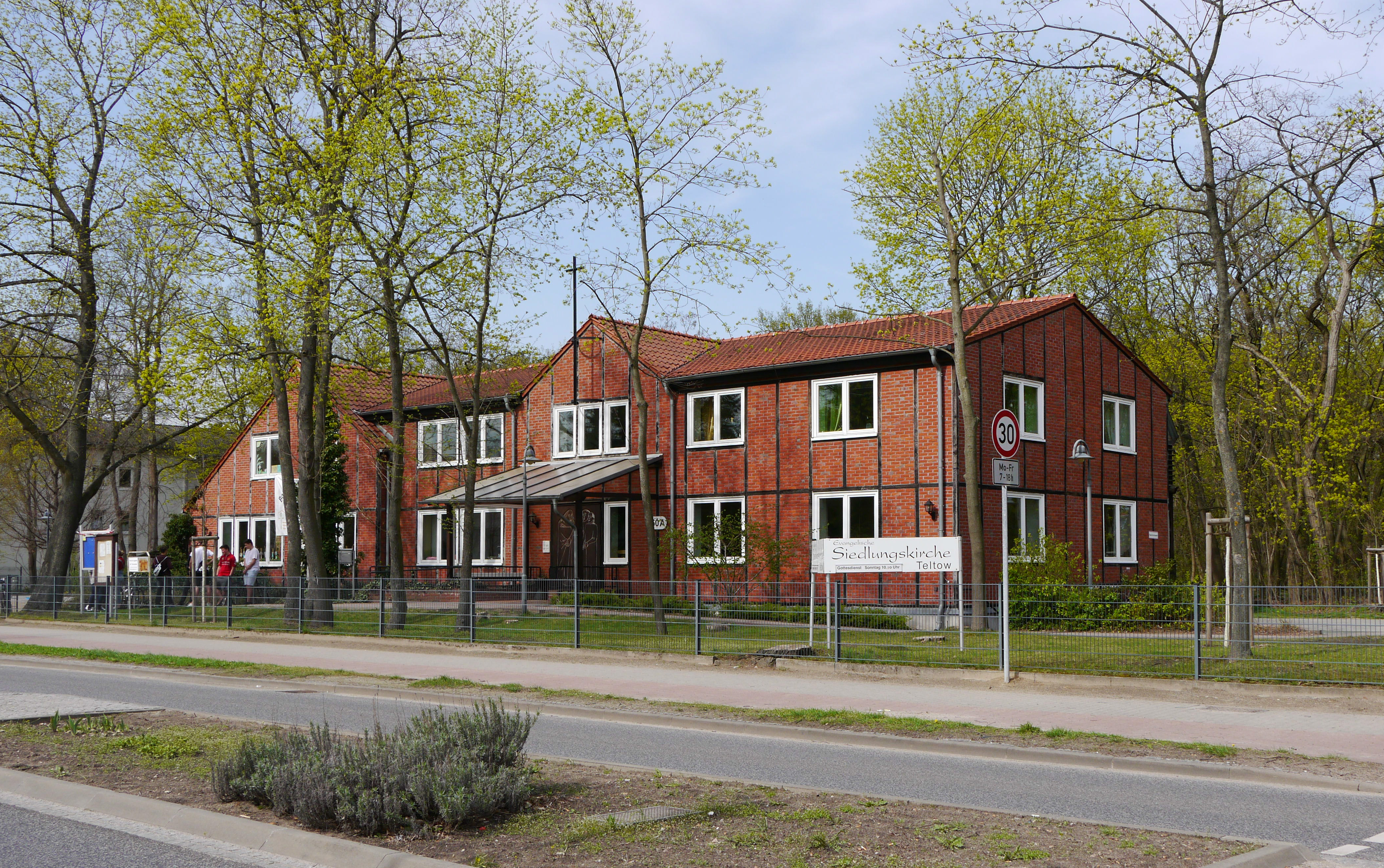
Mahlower Straße 150, Teltow

Das unter dem Namen Siedlungskirche bekannte Gebäudeensemble an der Mahlower Straße 150/150 A in Teltow, Kreis Potsdam-Mittelmark im Bundesland Brandenburg ist ein kirchliches Gemeindezentrum der Evangelischen Kirchengemeinde St. Andreas Teltow.

## Entstehung
Die Gründung der Einrichtung geht zurück auf eine Initiative des Superintendenten Max Diestel, in dessen Kirchenkreis Kölln-Land I am Rande des expandierenden Berlins mehrere Siedlungsgebiete nach der Gründung Groß-Berlins im Jahr 1920 entstanden. Da deren kirchliche Versorgung durch die bestehenden Ortskirchengemeinden nicht geleistet werden konnte, beschloss die Kreissynode 1928 die Anstellung eines „Kreispfarrers für Siedlungen“. Eines der Siedlungsgebiete war der außerhalb der Berliner Stadtgrenze gelegene östliche Stadtteil Teltows. In der Amtszeit des dritten Kreispfarrers Hans Böhm wurde hier 1935 ein Gebäude errichtet, das Raum bot für einen Kindergarten, einen Versammlungsraum für 120 Personen, eine Schwesternstation mit Wohnung und einem Arbeitsraum für den Siedlungspfarrer. Das Grundstück dafür wurde dem Kirchenkreis von der Ortskirchengemeinde zur Verfügung gestellt. Entwurf und Leitung des Projektes lag in den Händen des Architekten Prof. Winfried Wendland.

### Einweihung in der Zeit des Kirchenkampfes
Dr. Hans Böhm, Pfarrer der Bekennenden Kirche, der während seiner Amtszeit im Zuge des Kirchenkampfes fünfmal von den Nationalsozialisten verhaftet wurde, sammelte um die Siedlungskirche eine Bekenntnisgemeinde mit einem Bruderrat als Leitung. Bei der Einweihung der Kapelle hielt der Präses der Bekenntnissynode und später Bischof Kurt Scharf eine Ansprache. An der künstlerischen Ausgestaltung der Kapelle wurden die im Nationalsozialismus später als „entartet“ diffamierten Künstler Hans Mettel – für die Gestaltung der Tür – und Moriz Melzer beteiligt, der die Altarwand ausmalte.

### Glocken
Auf der östlichen Seite der Kapelle wurde ein 1937 ein freistehender hölzerner Glockenturm errichtet und zwei Bronzeglocken der Hofglockengießerei Franz Schilling in Apolda angeschafft. Die eine – 260 kg schwere – Glocke mit dem Ton „C“ trug die Inschrift „O Land, Land, Land, höre des Herren Wort“, die andere – 150 kg schwer – mit dem Ton „Es“: „Betet ohne Unterlass“. Beide Glocken mussten 1942 an die „Reichsstelle für Metalle“ zu Kriegszwecken abgegeben werden. Nach Ende des Zweiten Weltkriegs veranlasste der inzwischen zum Propst avancierte Pfarrer Dr. Böhm deren Rückgabe. Geliefert wurden indes zwei entsprechende Glocken aus dem jenseits der Oder gelegenen Neudamm, inzwischen Debno (Polen). Dies wurde erst bekannt, als die Glocken wegen Baufälligkeit der Holzkonstruktion abgenommen werden mussten. Die Kirchengemeinde entschloss sich daraufhin, die Glocken im September 2011 „im Rahmen einer ökumenischen deutsch-polnischen Begegnung als Zeichen der Völkerverständigung unter Beteiligung der Öffentlichkeit“ nach Debno zurückzuführen.

### Entwicklungen nach dem Zweiten Weltkrieg
Nach 1948 wurde das Kreissiedlungspfarramt aufgelöst, die Pfarrstelle der Ortskirchengemeinde zugeordnet. Gleichwohl existierte die Siedlungsgemeinde mit einem eigenen Gemeindekirchenrat fort. 1964 wurde in die Kapelle eine Empore eingebaut, die Gemeinde erhielt eine Orgel der Fa. Alexander Schuke. In den 1980er Jahren fanden in der Siedlungskirche zahlreiche Konzerte und Veranstaltungen mit führenden Oppositionellen in der DDR statt. u. a.  Freya Klier, Stephan Krawczyk, Bettina Wegner, Pfarrer Rainer Eppelmann und Friedrich Schorlemmer. In der Wendezeit 1989/1990 lud Pfarrerin Ute Bindemann hier zum „Runden Tisch“ für die Stadt Teltow ein. Hieraus folgte 1990 an diesem Ort die Gründung der kommunalen Bürgerinitiative Teltow (B.I.T.) als freie Wählergemeinschaft und Alternative zu den etablierten Parteien. Nach der Wende wurde 1994/1995 ein zweigeschossiger Anbau für ein Verwaltungsamt des damaligen Kirchenkreises Teltow errichtet, der nach Auflösung desselben an die Kirchengemeinde fiel. Das Gebäudeensemble wurde unter der Nummer 09191554 in die Denkmalliste des Landes Brandenburg aufgenommen. Am 12. Juni 2020 erfolgte der erste Spatenstich für einen Kindertagesstätten-Ersatzbau auf dem Grundstück, der hinter dem denkmalgeschützten Gebäudeensemble gelegen ist.